# Joseph Auguste Émile Vaudremer
Joseph Auguste Émile Vaudremer (Parigi, 6 febbraio 1829 – Antibes, 7 febbraio 1914) è stato un architetto francese.
Vinse il prix de Rome e progettò diversi edifici pubblici in Francia, in particolare a Parigi, quattro dei quali sono stati designati monumenti storici.

## Biografia
Entrato nell'École nationale supérieure des beaux-arts nel 1847, fece l'apprendistato con Guillaume Abel Blouet. Vinse il lauréat du premier grand del Prix de Rome nel 1854, risiedette all'Accademia di Francia a Roma a Villa Medici dal 20 gennaio 1855 al 31 dicembre 1858.
Trascorse la sua carriera di architetto pubblico con diversi incarichi prestigiosi, tra cui architetto della città di Parigi, ispettore generale degli edifici, membro del Conseil supérieur per le carceri e del Conseil per collèges e lycées, architetto diocesano per diversi dipartimenti, e infine insegnò all'École nationale supérieure des beaux-arts, dalla quale gestiva anche il proprio studio. Notevoli tra i suoi allievi furono Jacques Hermant e gli statunitensi Louis Sullivan, Theophilus Parsons Chandler, Jr. e Arthur Rotch.
Nel 1867 fu eletto alla settima sede dell'Académie des Beaux-Arts, sezione di architettura, succedendo ad Alphonse de Gisors. È sepolto nel cimetière Saint-Véran ad Avignone.

## Opere

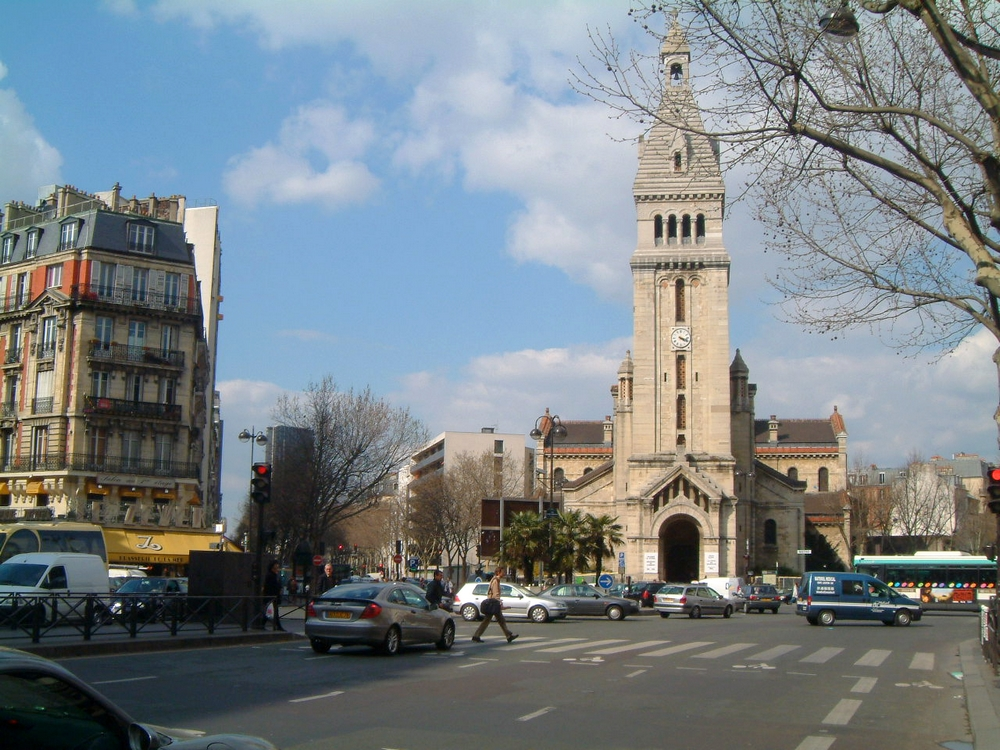
Chiesa di Saint-Pierre-de-Montrouge, Parigi
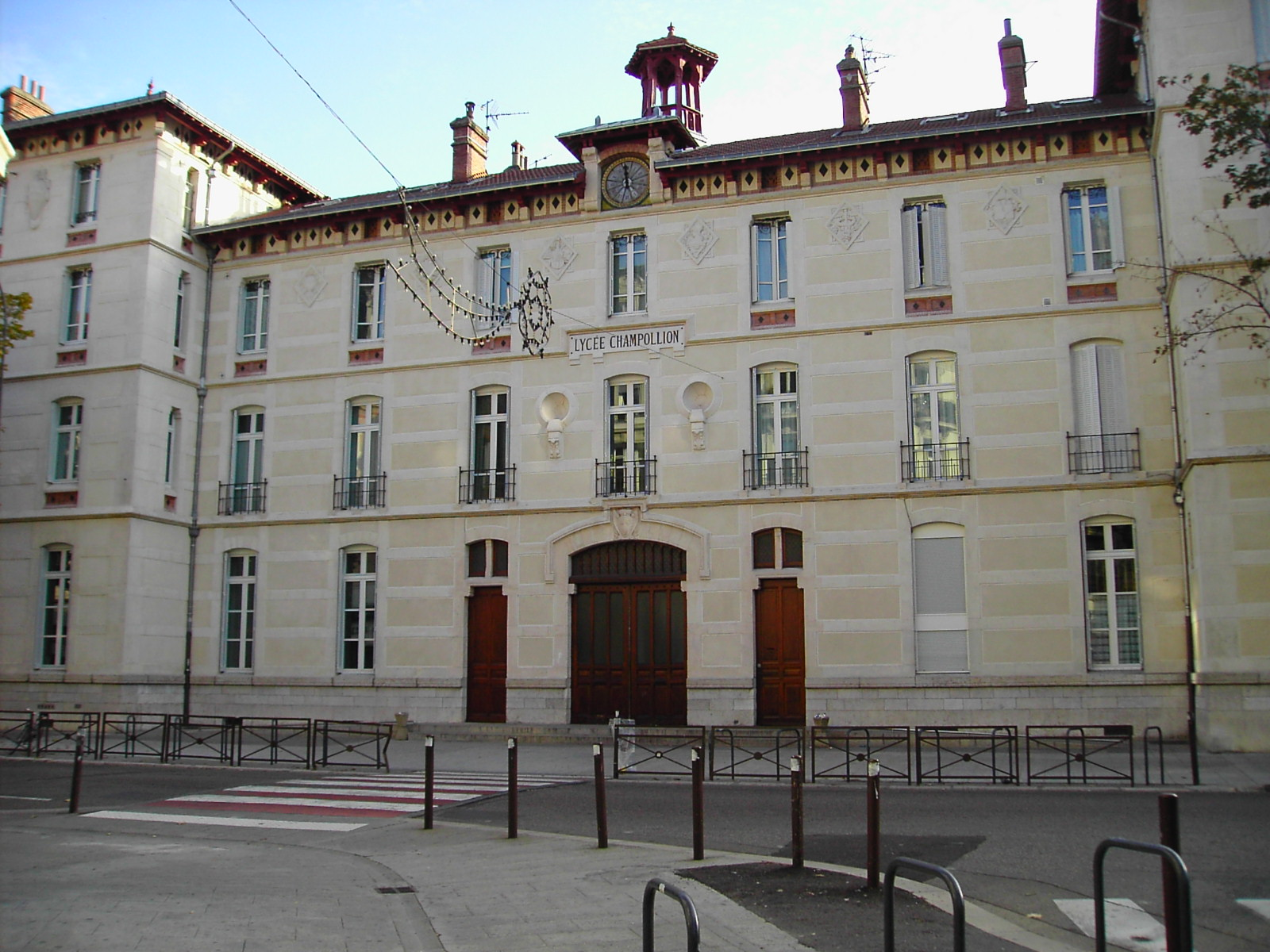
Lycée Champollion, Grenoble
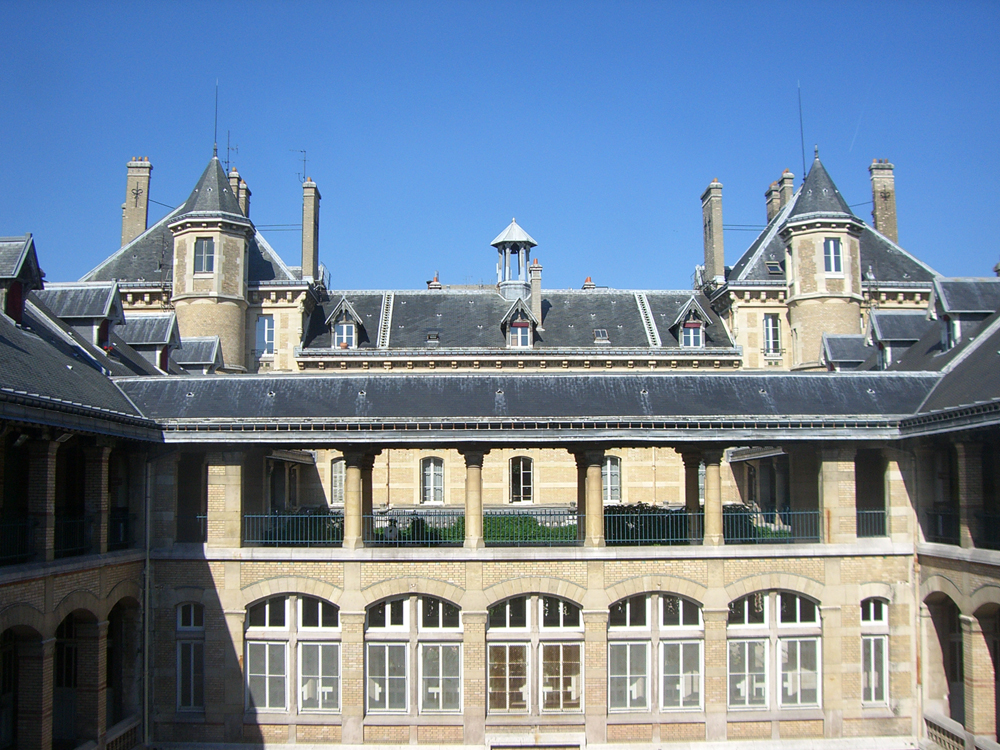
Lycée Buffon, Parigi
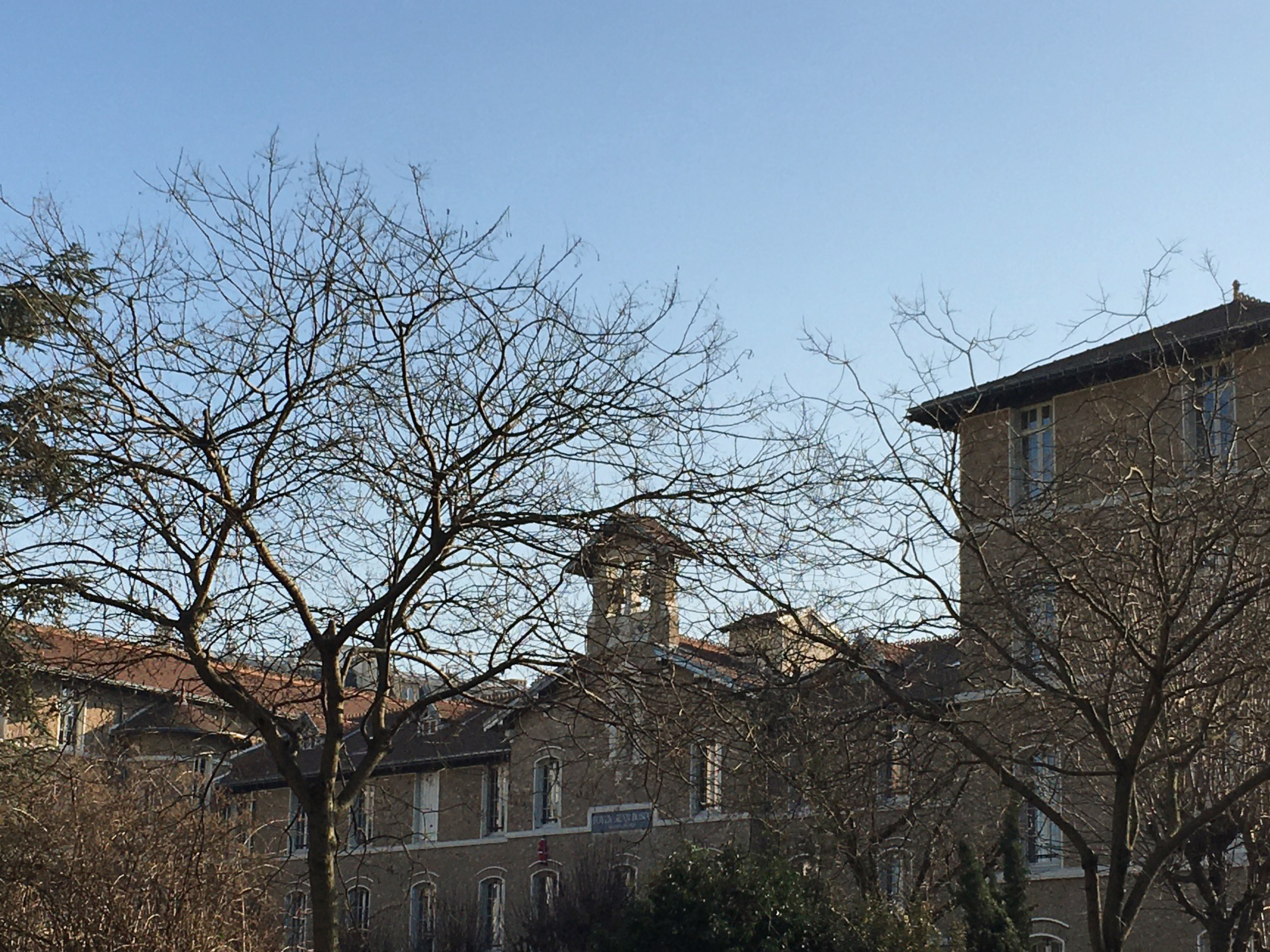
Foyer Jean Bosco, Parigi

- 1861–1867: Carcere de La Santé, XIII arrondissement di Parigi
- 1865–1870: Chiesa di Saint-Pierre-de-Montrouge, XIV arrondissement di Parigi (classificata MH)[1]
- 1873: scuola elementare della Ville de Paris (oggi Collège Alberto Giacometti), XIV arrondissement di Parigi
- 1873: Monumento commemorativo della battaglia di Champigny, Champigny-sur-Marne[2]
- 1877-1879: Tempio protestante di Belleville, 97 rue Julien-Lacroix, XX arrondissement di Parigi
- 1877-1892: Chiesa di Notre-Dame-d'Auteuil, XVI arrondissement di Parigi
- 1879: Palazzo Episcopale, Beauvais
- 1882: Villa Collin, Fourqueux, per Armand Collin (orologiaio amico di Vaudremer) (classificata MH)[3]
- 1882-1887: liceo maschile (l'attuale Lycée Champollion), Grenoble
- 1883-1886: liceo femminile (l'attuale Lycée Michelet), Montauban
- 1885: Collège Guettard, Étampes
- 1885-1888: liceo maschile (l'attuale Lycée Buffon), XV arrondissement di Parigi
- 1886-1888: ex liceo femminile (l'attuale Lycée Molière), XVI arrondissement di Parigi
- 1890–1895: Chiesa greco-ortodossa, 5–7 rue Bizet, XVI arrondissement di Parigi, commissionata da Demetrius Stefanovich Schilizzi (classificata MH)[4]
- 1896–1897: casa per anziani (attuale Foyer Jean Bosco), 23 rue Varize, XVI arrondissement di Parigi, su commissione di Schilizzi
- 1897: appartamenti, 27 avenue Georges-Mandel, XVI arrondissement di Parigi (classificata MH)
- 1900-1903: Église Saint-Antoine-des-Quinze-Vingts, XII arrondissement di Parigi